# 餅菜
餅菜（もちな）は、愛知県の伝統野菜。あいちの伝統野菜に選定されている。もち菜、正月菜（しょうがつな）とも呼ばれる。

## 概要
非結球あぶらな科葉菜類の一種で、学名はBrassica rapa。
古くから尾張地方で栽培されている伝統野菜であり、尾張地方の雑煮には欠かせない野菜である。
小松菜に似るが、小松菜と比べると葉の色が淡く、やわらかい。
餅菜は茎が細く、栽培作業中に折れやすいこと、葉がすぐに黄色くなるため見栄えが悪くなる、日持ちが悪いといった欠点があり、栽培農家や市場からは敬遠されている。
尾張地方のスーパーなどでは年末になると店頭に並ぶが、ほとんどが小松菜のF1品種である。

## 栽培
10月上旬に種をまき、年末に収穫する。

## 利用法

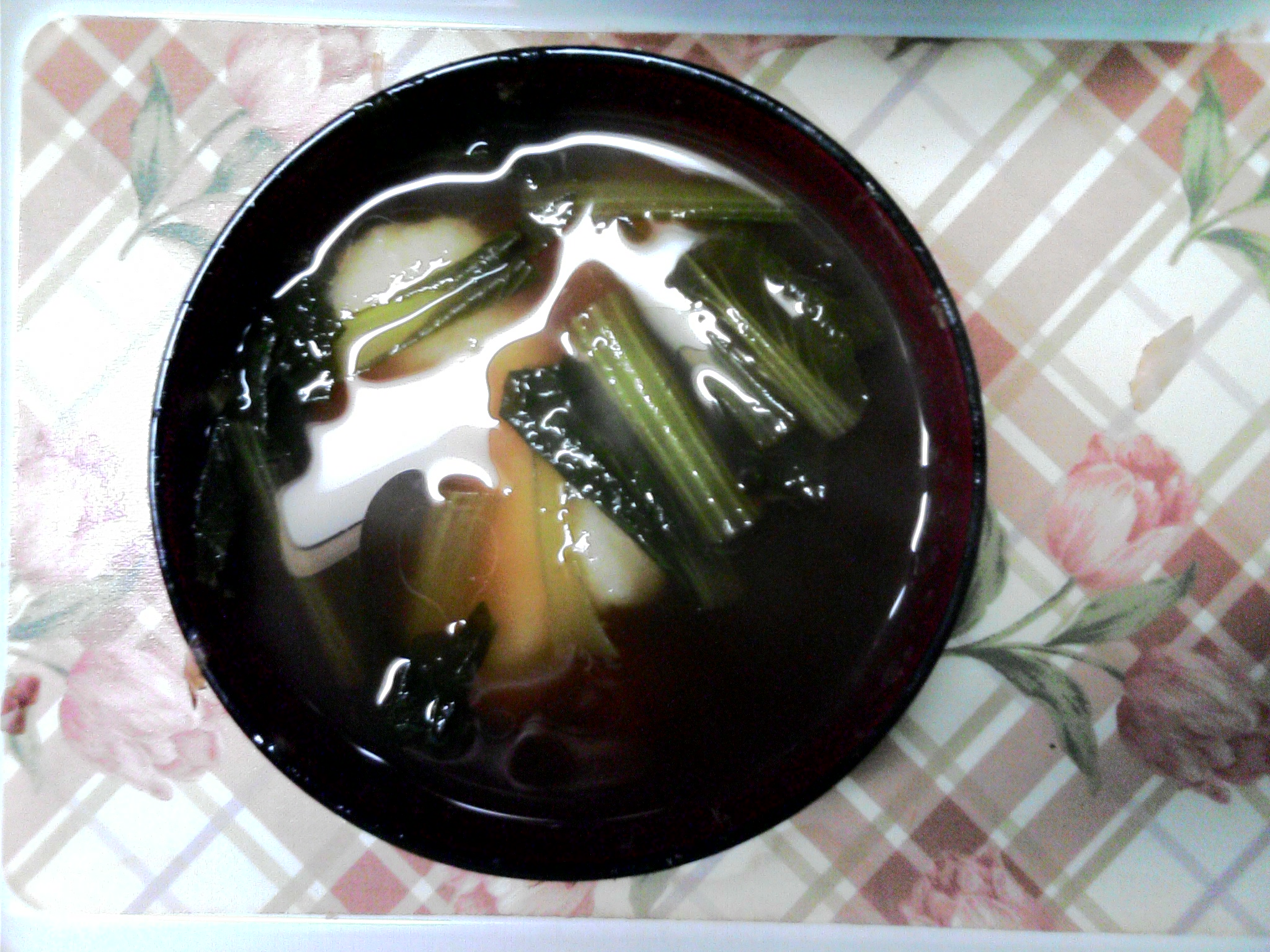
名古屋雑煮

上述のように、愛知県では正月の雑煮には欠かせない野菜である。名古屋市地域で食される名古屋雑煮は餅と餅菜のみのシンプルな雑煮である。
雑煮以外には、小松菜同様に利用されており、和え物、炒め物、汁の実として利用される。